# Institut de France

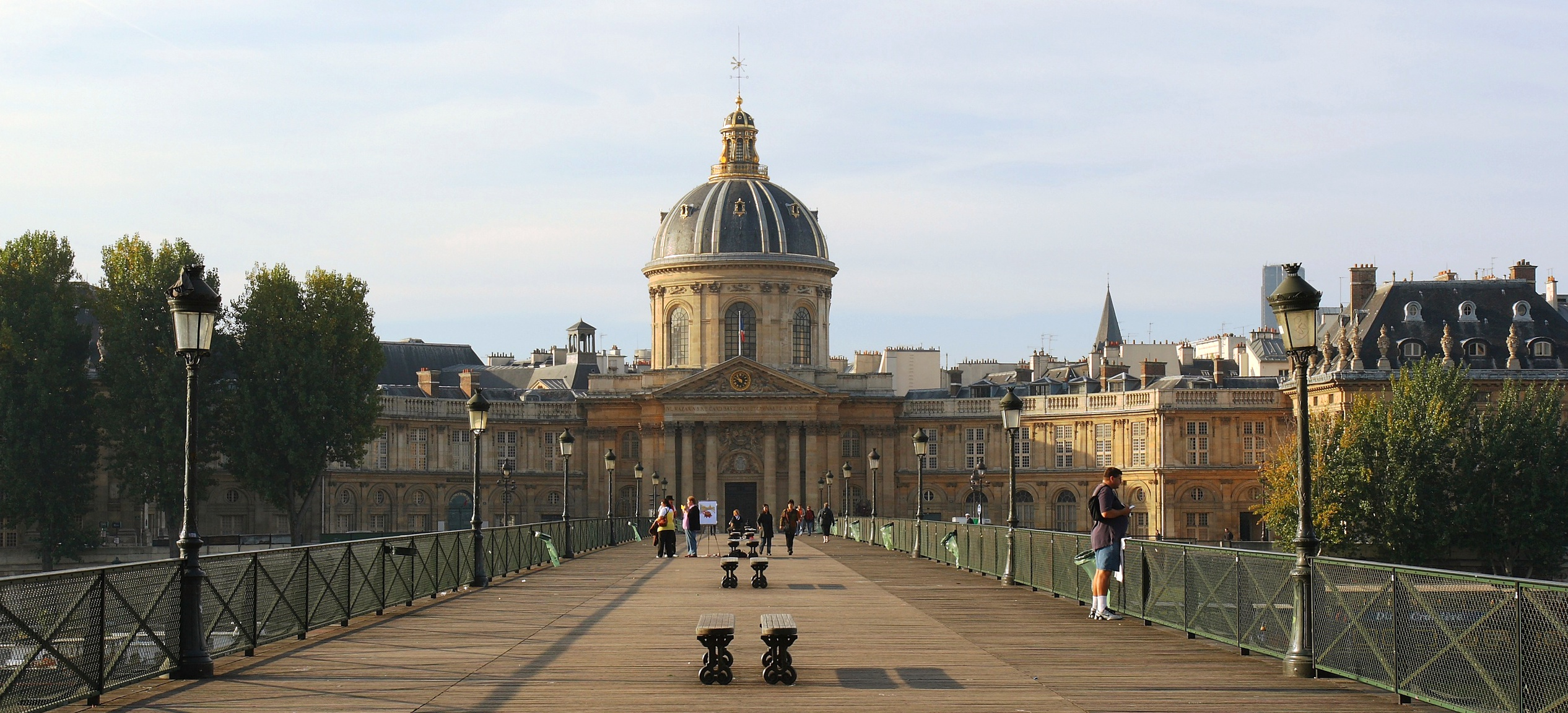
Institut de France, vedere de pe Pont des Arts

Institut de France („Institutul Franței”) este o instituție academică franceză fondată la 25 octombrie 1795 și care cuprinde:
- Academia Franceză
- Académie des inscriptions et belles-lettres
- Academia Franceză de Științe
- Academia de Științe Morale și Politice
- Académie des beaux-arts

## Legături externe
- Materiale media legate de Institut de France la Wikimedia Commons
- Site web oficial
- Notes on the Institut de France from the Scholarly Societies project